# SARB/かせげ!じゃりんこヒーロー with がっぽり仮面女子
「SARB/かせげ！じゃりんこヒーロー with がっぽり仮面女子」はテレビ東京系列で放送されたテレビアニメ 『ヒーローバンク』後期の主題歌のシングル。アルテメイトから2014年12月17日に発売された。

## 収録曲
1. SARB（High Speed Boyz）[4:08]
  - ｢ヒーローバンク｣ 後期 エンディングテーマ
  - 作詞 : High Speed Boyz/fazerock 作曲 : High Speed Boyz/R_Men_Soul
2. かせげ！じゃりんこヒーロー with がっぽり仮面女子（角田信朗・がっぽり仮面女子）[3:52]
  - ｢ヒーローバンク｣ 後期 オープニングテーマ。前期オープニングテーマ「かせげ！じゃりんこヒーロー」のアレンジ版である。
  - 作詞 : 浅野尚志/結城昌弘 作曲 : 浅野尚志
3. SARB（オリジナル・カラオケ）[4:08]
4. かせげ！じゃりんこヒーロー with がっぽり仮面女子（オリジナル・カラオケ） [3:53]

## 公式サイト
- アルテメイトによる紹介ページ

| スタブアイコン | サブスタブ | この項目は、まだ閲覧者の調べものの参照としては役立たない、シングルに関連した書きかけの項目です。この項目を加筆・訂正などしてくださる協力者を求めています（P:音楽/PJ:楽曲）。 |